# Ерофеев, Николай Яковлевич
Никола́й Я́ковлевич Ерофе́ев (род. 17 июня 1955, Макарово) — советский боксёр, представитель полутяжёлой весовой категории. Выступал на всесоюзном уровне в 1970-х годах, бронзовый призёр чемпионата мира, серебряный и бронзовый призёр чемпионатов СССР, победитель и призёр турниров международного значения. На соревнованиях представлял город Каунас и спортивное общество «Жальгирис», мастер спорта СССР международного класса (1975). Также известен как тренер по боксу.

## Биография
Николай Ерофеев родился 17 июня 1955 года в деревне Макарово Тверской области. Занимался боксом в городе Каунасе Литовской ССР, проходил подготовку в команде спортивного общества «Жальгирис» под руководством тренеров И. Буксаса и А. Шоцикаса.
Впервые заявил о себе в 1973 году, заняв первое место на международном турнире в Румынии, в частности в финале победил местного румынского боксёра Мирчу Шимона. В 1975 году одержал победу на молодёжном первенстве Советского Союза в Ярославле. По итогам сезона удостоен почётного звания «Мастер спорта СССР международного класса».
Первого серьёзного успеха на взрослом всесоюзном уровне добился в сезоне 1977 года, когда выступил на чемпионате СССР во Фрунзе и в зачёте полутяжёлой весовой категории завоевал награду серебряного достоинства — в решающем финальном поединке уступил представителю Тбилиси Давиду Квачадзе. По итогам чемпионата вошёл в основной состав советской национальной сборной, принял участие в двух матчевых встречах со сборной США в Лас-Вегасе и Новом Орлеане, где победил американских боксёров Пэрриса Флауэрса и Рика Милтона.
На чемпионате СССР 1978 года в Тбилиси Ерофеев стал бронзовым призёром. Благодаря череде удачных выступлений удостоился права защищать честь страны на чемпионате мира в Белграде — сумел дойти здесь до стадии полуфиналов полутяжёлого веса, после чего был остановлен кубинцем Сиксто Сорией и получил бронзу.
Впоследствии ещё в течение нескольких лет оставался в составе боксёрской сборной СССР и продолжал принимать участие в различных международных турнирах. В 1981 году боксировал на чемпионате СССР 1981 года в Ташкенте — был остановлен уже на стадии 1/16 финала. Вскоре после этих соревнований принял решение завершить спортивную карьеру. Всего провёл в любительском олимпийском боксе 163 боя, из них 147 выиграл, в том числе победил в 46 из 49 международных встреч.
Окончил Политехнический институт. После завершения карьеры спортсмена с 1981 года занимался тренерской деятельностью, в 1989 году назначен на пост председателя тренерского совета Федерации бокса Литвы.